# نورتینگن
شهر نورتینگن (به آلمانی: Nürtingen) در استان بادن-وورتمبرگ در کشور آلمان واقع شده‌است.